# Химна Немачке
Песма Немаца је немачка химна. Музику је написао Јозеф Хајдн 1797. године као незваничну химну Аустрије на текст Gott erhalte Franz den Kaiser (Боже чувај цара Франца). Песма је била рођенданска химна Фрањи II, цару Светог римског царства из куће Хабзбурга, и имала је за циљ да парира по заслугама британској химни „Боже чувај краља“.
Данашњи текст је написао лингвиста и песник Аугуст Хајнрих Хофман фон Фалерслебен имајући Хајднову мелодију на уму за време свог боравка на острву Хелголанд 1841. године, тада у поседу Уједињеног Краљевства (сада део Немачке). Означава се и као Хофман-Хајднова песма.
Фраза „Einigkeit und Recht und Freiheit“ („Јединство и правда и слобода“) сматра се незваничним националним мотом Немачке и исписана је на копчама за каише модерне немачке војске и на ивицама неких немачких новчића.

## Историја
Песма је постала веома популарна након битке код Лангемарка 1914. током Првог светског рата, када је, наводно, неколико немачких пукова, састављених углавном од студената не старијих од 20 година, напало британске линије на западном фронту певајући песму, претрпевши велике губитке. Сахрањени су на немачком ратном гробљу Лангемарк у Белгији.
Током нацистичке ере коришћена је само прва строфа, а затим песма СА (Sturmabteilung) „Horst-Wessel-Lied“. Певала се у приликама од великог националног значаја, као што је отварање Летњих олимпијских игара 1936. у Берлину, када су Хитлер и његова пратња, заједно са олимпијским званичницима, ушетали на стадион усред хора од три хиљаде Немаца који су певали „Deutschland, Deutschland über alles“. На овај начин, прва строфа је постала блиско идентификована са нацистичким режимом.
Током 1970-их и 1980-их, конзервативци у Немачкој су настојали да поврате све три строфе за националну химну. Хришћанско-демократска унија Баден-Виртемберга је покушала два пута (1985. и 1986.) да захтева од немачких средњошколаца да уче све три строфе, а 1989. политичар Кристин Вагнер је донео декрет да сви средњошколци у Хесену морају научити напамет три строфе.
У новембру 1991. године, председник Рихард фон Вајцзекер и канцелар Хелмут Кол договорили су се у размени писама да само трећу строфу прогласе државном химном уједињене републике.

## Стихови
Das Lied der Deutschen

Deutschland, Deutschland über alles,

Über alles in der Welt,

Wenn es stets zu Schutz und Trutze

Brüderlich zusammenhält,

Von der Maas bis an die Memel,

Von der Etsch bis an den Belt –

Deutschland, Deutschland über alles,

Über alles in der Welt!

Deutsche Frauen, deutsche Treue,

Deutscher Wein und deutscher Sang

Sollen in der Welt behalten

Ihren alten schönen Klang,

Uns zu edler Tat begeistern

Unser ganzes Leben lang –

Deutsche Frauen, deutsche Treue,

Deutscher Wein und deutscher Sang!

Einigkeit und Recht und Freiheit

Für das deutsche Vaterland!

Danach lasst uns alle streben

Brüderlich mit Herz und Hand!

Einigkeit und Recht und Freiheit

Sind des Glückes Unterpfand –

Blüh im Glanze dieses Glückes,

Blühe, deutsches Vaterland!
Немачка песма

Немачка, Немачка изнад свега,

изнад свега на свету,

ако се увек ради заштите и одбране

братски држи заједно.

Од Мезе до Мемела,

Од Адиђеа до Белта,

Немачка, Немачка изнад свега,

изнад свега на свету!

Немачке жене, немачка верност,

немачко вино и немачки пој

нека у свету задрже

свој стари лепи звук,

те нас надахњују на племенита дела

током целог нашег живота.

Немачке жене, немачка верност,

немачко вино и немачки пој!

Јединство и правда и слобода

за немачку домовину!

Сви нека тежимо томе

братски са срцем и руком!

Јединство и правда и слобода

јесу јамство среће.

Цвати у слави те среће,

цвати, немачка домовино.

## Критика
Само трећа строфа је званична химна Немачке. Због проблематичних речи је интонирање прве две строфе у званичним приликама забрањено.
- - Немачка, Немачка изнад свега, изнад свега на свету

Ови стихови се сматрају изражавањем десничарског става и блиско се повезују са нацистичком идеологијом.
- - Од Меусе да Њемена, Од Адиђе до Белта

Река Њемен је данас граница између Русије (Калињинградске области) и Литваније, Адиђе се налази у Јужном Тиролу који је део Италије, а Белт се налази у Данској, тако да се и ови стихови повезују са Немачком (нацистичком) претензијом на суседне земље, без обзира на историјске прилике у којима су стихови написани (19. век).